# Moufia (station de téléphérique)
Pour les articles homonymes, voir Moufia.
Moufia est une station de téléphérique française située dans le quartier du Moufia, à Saint-Denis de La Réunion. Station de la ligne Papang, la première des deux lignes du téléphérique urbain de la Cinor, elle entre en service en même temps qu'elle le 15 mars 2022. Elle est située entre Campus au nord et Bancoul au sud.